# Lophoceros
Lophoceros Hemprich & Ehrenberg, 1833 è un genere di uccelli della famiglia Bucerotidae.

## Tassonomia
Il genere comprende le seguenti specie:
- Lophoceros bradfieldi (Roberts, 1930)
- Lophoceros alboterminatus Büttikofer, 1889
- Lophoceros fasciatus (Shaw, 1812)
- Lophoceros hemprichii Ehrenberg, 1833
- Lophoceros nasutus (Linnaeus, 1766)
- Lophoceros camurus (Cassin, 1857)
- Lophoceros pallidirostris (Hartlaub & Finsch, 1870)